# Athanasios Christopoulos
Athanasios Christopoulos, grški pesnik, * 1772, Kastoria, † 1847.
Študiral je v Padovi in Budimu. Bil je tudi zasebni učitelj otrok Alexandra Mourousisa, Vlaškemu princu. Po padcu princa leta 1811 je Christopoulosa zaposlil John Caradja, ki je bil takrat imenovan za gospodarja Vlaške, za pisanje zakonov v zakonik. 
Po tem, ko so Caradjo odstranili iz mesta gospodarja Vlaške, se je Christopoulosa bolj poglobil v književnost in začel pisati ljubezenske pesmi, ki so danes zelo popularne med Grki. Christopoulos je znan tudi kot pisatelj tragedij, avtor knjige Politika Parallela (primerjava različnih načinov vladanja) do prevodov Homerja in Heraklita Mračnega in nekaj psiholoških del o povezavi med antičnimi in modernimi Grki.